# Roger S.H. Schulman
Roger S.H. Schulman är en amerikansk manusförfattare. 2001 tilldelades han BAFTA Award for Best Adapted Screenplay för sitt arbete med Shrek och Oscarnominerades i kategorin bästa manus efter förlaga.

## Filmografi
- Balto (1995)
- Shrek (2001)